# آلیسون گوپنیک
آلیسون گوپنیک (انگلیسی: Alison Gopnik؛ زادهٔ june ۱۶, ۱۹۵۵ (۶۹ سال)) دانشمندی است در زمینه روان‌شناسی رشد، وی اهل ایالات متحده آمریکا می‌باشد. او به دلیل کارش در زمینه‌های رشد شناختی و زبانی، متخصص در تأثیر زبان بر تفکر، توسعه نظریه ذهن و یادگیری علّی شناخته شده‌است.
آلیسون استاد روان‌شناسی و استاد فلسفه در دانشگاه کالیفرنیا، برکلی است.